# Zirifla
Zirifla est une localité du centre-ouest de la Côte d'Ivoire et appartenant au département de Zuénoula, dans la Région de la Marahoué. La localité de Zirifla est un chef-lieu de commune.
Elle compte 478 habitants et une superficie de 80 hectares.